# Di indigetes
I Di indigetes ("dei indigeni") sono un gruppo di divinità e spiriti della religione e della mitologia romana primitive, non adottati da altre religioni. Si oppongono ai Di novensides ("dei nuovi arrivati") nella terminologia di Georg Wissowa.
Molti di essi sono figure minori, nate il più delle volte dalla personificazione di una qualità astratta e, poiché in lingua latina i nomi delle qualità e dei concetti astratti sono molto spesso femminili, il numero delle divinità femminili prevale su quello delle divinità maschili. La religione dei primi Romani è infatti di tipo animistico, senza sacerdoti, una religione privata dove ognuno invoca un dio o un altro secondo i suoi bisogni. La mancanza per le divinità anche di una chiara definizione fisica, come avranno invece quelle del più tardo Pantheon dell'Impero romano, potrebbe spiegare la loro sparizione a favore degli dei maggiori meglio conosciuti.
Abbondanza, Giano e Quirino sono i più importanti di indigetes.

## Elenco
- Abeona
- Abbondanza
- Adeona
- Aequitas
- Aera Cura
- Aeternitas
- Africo
- Aio Locuzio
- Alemonia
- Angerona
- Angita
- Angitia
- Anna Perenna
- Annona
- Antevorta
- Bona Dea
- Bonus Eventus
- Bubona
- Candelifera
- Cardea
- Carmenta
- Carna
- Catillus
- Cinxia
- Clementia
- Cloacina
- Concordia
- Conditor – aiutante di Cerere
- Consus
- Convector – aiutante di Cerere
- Copia
- Corus
- Cuba
- Cunina
- Cura
- Dea Dia
- Dea Tacita
- Devera
- Deverra
- Dei Penati
- Disciplina
- Dius Fidius
- Domiduca
- Domiducus
- Domitius
- Duellona
- Edusa
- Egeria
- Egestes
- Empanda
- Endovelicus
- Evandro
- Fabulinus
- Facunditas
- Fama
- Faustitas
- Febris
- Felicitas
- Ferentina
- Feronia
- Fides
- Fons
- Fornax
- Fraus
- Fulgora
- Furina
- Giana
- Giano
- Giove
- Giunone
- Giustizia
- Honos
- Imporcitor – aiutante di Cerere
- Insitor – aiutante di Cerere
- Invidia
- Inuus
- Juturna
- Lactans
- Larenta
- Lari
- Laverna
- Levana
- Liberalitas
- Libertas
- Libitina
- Lima
- Lua
- Lucina
- Lupercus
- Maia
- Maiesta
- Mani
- Matronae
- Meditrina
- Mefitis
- Mellona
- Mena
- Mens
- Messor – aiutante di Cerere
- Moneta
- Mucius
- Murcia
- Muta
- Mutinus Mutunus
- Naenia
- Nascio
- Nemestrinus
- Nerio
- Nixi
- Nodutus
- Nona
- Novensilus
- Nundina
- Obarator – aiutante di Cerere
- Occator – aiutante di Cerere
- Opi
- Orbona
- Pale
- Partula
- Patalena
- Paventia
- Picumnus
- Pietas
- Pilumnus
- Poena
- Pomona
- Porus
- Postvorta
- Potina
- Promitor – aiutante di Cerere
- Prorsa Postverta
- Providentia
- Pudicitia
- Puta
- Quirino
- Quiritis
- Rederator
- Reparator – aiutante di Cerere
- Robigo
- Robigus
- Roma
- Rumina
- Runcina
- Rusina
- Saritor – aiutante di Cerere
- Securitas
- Semonia
- Sentia
- Silvano
- Soranus
- Sors
- Speranza
- Spiniensis
- Stata Mater
- Statina
- Statanus
- Strenua
- Suedela
- Subruncinator – aiutante di Cerere
- Summanus
- Tellumo
- Tellus
- Tempestes
- Termine
- Tiberino
- Tibertus
- Urano
- Vacuna
- Vervactor – aiutante di Cerere
- Veritas
- Verminus
- Vertumno
- Vica Pota
- Viduus
- Virbius
- Viriplaca
- Virtus
- Vitumnus
- Volturno
- Volumna